# Cuanalá
La comunidad de San Mateo Cuanalá es la cabecera municipal del municipio de Juan C. Bonilla (en el Estado de Puebla, México). Tiene una población de 4399 habitantes. Dentro de todos los pueblos del municipio, ocupa el segundo lugar respecto al número de habitantes. Cuanalá se sitúa a 2180 metros de altitud (INEGI, 2010). 
El nombre de cuanalá, proviene del náhuatl "coatl", que significa culebra o serpiente; "ana", que significa agarrar o atrapar y "atl", que significa agua. En conjunto "cuanalá" significa: "agua donde se agarran culebras" 